# Golders Green
Golders Green – dzielnica Londynu, leżąca w gminie London Borough of Barnet. W 2011 dzielnica liczyła 18 818 mieszkańców.